# 石井直彦
石井 直彦（いしい なおひこ、1943年9月16日 - ）は、日本の政治家。勲等は旭日双光章。埼玉県行田市長（1期）、行田市議会議員（3期）を務めた。

## 来歴
群馬県藤岡市出身。野村證券に在籍中に明治大学商学部商学科に入学し卒業。島忠に転職し店舗開発を担当したが、経営方針で対立して30歳で退職。そろばん塾を開いた。
2003年（平成15年）、行田市議会議員選挙に立候補して初当選。市議1期目のときに明治大学大学院で学ぶ。2007年（平成19年）、行田市長選挙に立候補するも候補者4人中最下位で落選。この選挙で初当選したのは元市職員の工藤正司であった。
2011年（平成23年）、市議に返り咲く。2015年（平成27年）、市議に3期目の当選。
2019年（平成31年）2月25日、任期満了に伴う行田市長選挙に立候補する意向を表明した。同年4月21日執行の市長選では、行田市、鴻巣市、北本市の三市で合意していた鴻巣市内での広域ごみ処理場建設に反対し「行田市につくるべきだ」と主張。自由民主党・立憲民主党・国民民主党・公明党・希望の党の推薦を得た現職の工藤正司を破り初当選を果たした。5月1日、市長就任。
※当日有権者数：68,154人 最終投票率：52.65%（前回比：pts）
| 候補者名 | 年齢 | 所属党派 | 新旧別 | 得票数   | 得票率 | 推薦・支持                                                   |
| -------- | ---- | -------- | ------ | -------- | ------ | ------------------------------------------------------------ |
| 石井直彦 | 75   | 無所属   | 新     | 18,321票 | 52.11% |                                                              |
| 工藤正司 | 68   | 無所属   | 現     | 16,834票 | 47.89% | （推薦）自由民主党・立憲民主党・国民民主党・公明党・希望の党 |

就任後は、公約通り、行田市内でのごみ処理場建設を訴えて鴻巣市内での建設を合意破棄に至らせ、新たに羽生市との2者間で行田市内での新設を合意して計画を推進した。
行田市長2期目を目指し、2023年4月23日投開票の選挙に出馬するも、行田邦子に約1100票差で破れ、2023年4月30日を以て1期で退陣となった。
2025年（令和7年）春の叙勲で旭日双光章を受章した。

## 市政・人物
- 石井は「人口が多い周辺市長より給与が高いのはおかしい」として減給を公約に掲げ当選。2019年（令和元年）5月の臨時議会に市長給与半減の条例案を提出するが否決される。その後再提出し、同年9月25日に条例案は賛成多数（賛成16、反対2）で可決した。同年10月から月給は93万3000円から46万6500円となり、退職金も半減する[11]。
- 初当選後、選挙公約である副市長の公募を実施。2019年（令和元年）9月25日、応募者7人の中から市教育委員会の石川隆美次長が選任された。行田市で女性が副市長に就くのは初めて[12]。10月1日に就任。なお副市長の給与は変更がないため、石井の給与は石川副市長より31万3,500円低くなる[13]。
- 2020年（令和2年）2月から、料金を市が負担する石井宛ての専用はがき「市長さんへの手紙」を市内全小中学校に設置する。児童や生徒、保護者、教職員らが市長に対し、学校生活の悩みや要望などを文書で直接、相談・提言できるようにする[14]。
- 2021年（令和3年）3月17日、LGBTなど性的少数者のカップルが婚姻に相当する関係にあると認める「パートナーシップ宣誓制度」を同年4月1日に導入すると発表した[15][16]。
- 2022年（令和4年）2月2日午後、体調不良のため市役所から帰宅。2月3日、市内の医療機関でPCR検査を受けた結果、新型コロナウイルスに感染していることが確認された[17]。